# 松山市青少年センター
松山市青少年センター（まつやましせいしょうねんセンター）は愛媛県松山市にある生涯学習施設である。

## 概要
かつては旧松山藩藩士の子弟が使う練習場や、海軍兵学校時代の秋山真之と正岡子規が一緒に泳いだことがあるお囲い池だった。1962年に市が取得し埋め立てられ、1972年に完成した。
本館の1階には事務室と大会議室、2階には研修室が3室と調理実習室、3階には小ホールと大ホールがある。体育館（延床面積5,048.17m2）と体育室（延床面積2,060.29m2）がある。相談室は体育館と本館合わせて6室ある。